# Iposcopus distanti
Iposcopus distanti är en insektsart som beskrevs av Baker 1915. Iposcopus distanti ingår i släktet Iposcopus och familjen dvärgstritar. Inga underarter finns listade i Catalogue of Life.